# خان‌کندی (گرمی)

|

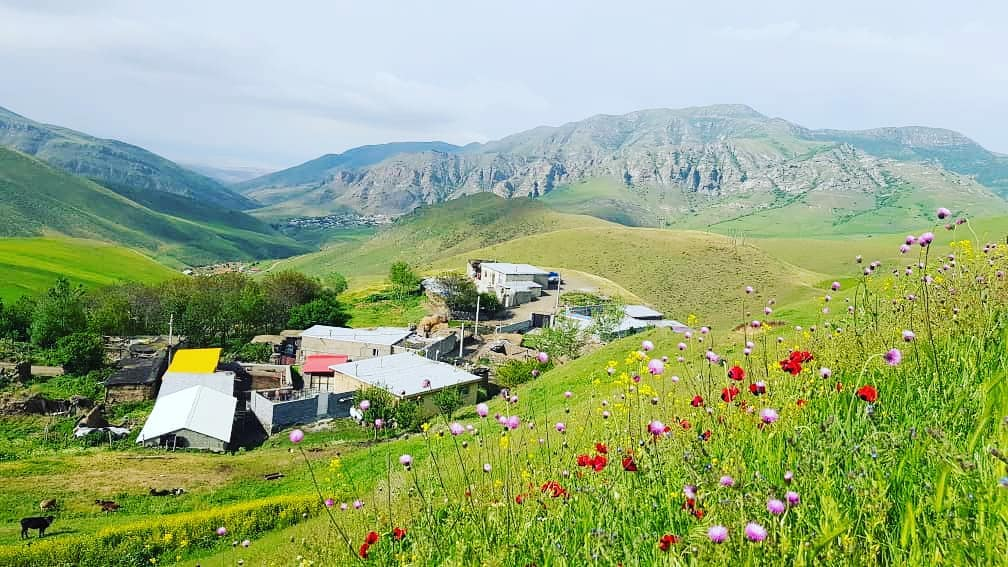
روستای خان کندی

خان‌کندی یکی از روستاهای ییلاقی زیبای استان اردبیل است که در بخش مرکزی شهرستان گرمی در مرز ایران و جمهوری آذربایجان واقع شده‌است.نام قدیمی این روستا خان یوردی ثبت شده است.

## جغرافیا
روستای خان‌کندی در عرض جغرافیایی ۳۸٫۵۵ درجه شمالی و طول جغرافیایی ۴۸٫۰۳ شرقی در بخش مرکزی شهرستان گرمی استان اردبیل در مجاورت روستاهای لسگه درق، عزیزلو، روستای تولون و در دامنه کوه قبله‌داشی از قله‌های رشته کوه صلوات داغی قرار گرفته‌است. از دیگر قله‌های مرتفع این رشته کوه در این منطقه می‌توان قولاداشی (قولی داشی) را نام برد.

|  |  |

### آب و هوا
روستای خان کندی دارای آب و هوایی کوهستانی و خنک در تابستان و سرد و به شدت برفی در زمستان می‌باشد. متوسط بیشینه دمای آن در تیرماه تا مثبت بیست و چهار (۲۴)درجه سلسیوس افزایش می‌یابد درحالیکه میانگین کمینه دمای آن در ماه‌های دی و بهمن تا منفی هفت(۷-)درجه سلسیوس کاهش می‌یابد. بشترین متوسط بارش در مهرماه به میزان ۶۸ میلی‌متر بوده و کمترین متوسط بارش در تیرماه به مقدار ۳ میلی‌متر می‌باشد. این ویژگی‌های اقلیمی و موقعیّت توپوگرافیکی، شرایط جوّی و آب و هوایی منحصربفرد روستا موجب شده است تا بیشتر اهالی آن به صورت خوش‌نشین از اواسط بهار و در ماه‌های گرم سال خصوصاً مرداد و شهریور به روستا آمده از آب و هوای خنک و مطبوع آن لذّت کافی را ببرند. اکثر اهالی بقیه فصول سال را جهت انجام فعالیت‌های اقتصادی و کسب درآمد در شهرهای دور و نزدیک همچون تهران، اردبیل و گرمی ساکن می‌باشند.

|  |

### آدرس خان کندی
آدرس سفر به خان کندی شهرستان گرمی استان اردبیل
- ۱- از سمت اردبیل: جاده قدیم اردبیل گرمی از محور لنگان - سه راهی کارخانه شیرآلات قهرمان بیلداشی - روستای تولون - خان کندی
- ۲- از سمت گرمی: سه راهی کارخانه شیرآلات قهرمان بیلداشی - روستای تولون - خان کندی

## تاریخچه
تاریخچه پیدایش روستای خان‌کندی هم‌زمان با پیدایش روستای تولون بوده و سنگ بنای اولیه آن در دوران حکومت نادرشاه بنا نهاده شده است. خان‌کندی به دلیل داشتن مراتع ییلاقی درجه یک از زمان پیدایش محل ییلاق کوچ نشینان ایل سون بوده و به نظر می‌رسد که سنگ بنای اولیه این روستا توسط کوچ نشینان بنانهاده شده باشد. پایه‌گذار آن خاندان خلیفه لو از نوادگان و فرزندان عبابگ بوده و خان کندی به منظور ییلاق طایفه عبابگلو مورد استفاده قرار می‌گرفته است. نام قدیمی روستا «خان یوردی» به معنی محل اتراق و استراحت خوانین و رؤسای طوایف محلی می‌باشد که بعدها در اثر یکجانشینی گروهی از چادرنشینان و تشکیل روستا به «خان کندی» به معنی روستای خان تغییر عنوان داده است.

## جمعیت
روستای خان‌کندی در گذشتهٔ نه چندان دور دارای ۱۸ خانوار با جمعیتی بالغ بر۱۵۰ نفر بوده اما به دلیل کوچ و مهاجرت اهالی به شهرهای بزرگ تعداد خانوارهای روستا به ۷ خانوار و جمعیت آن به کمتر از ۲۰نفر کاهش یافته‌ است.
بر اساس سرشماری نفوس و مسکن سال ۱۳۸۵ روستای خان کندی دارای ۷ خانوار با ۱۸ نفر جمعیت می‌باشد که از کل جمعیت آن ۱۰ نفر مرد و ۸ نفر زن می‌باشند. همچنین در این سال از ۱۷ نفر جمعیت ۶ ساله و بالاتر خان کندی ۱۶ نفر باسواد بوده‌اند. بر اساس نتایج سرشماری ۱۳۹۰ روستای خان کندی دارای ۵ خانوار با ۱۷ نفر جمعیت می‌باشد که نسبت به ۵ سال قبل ۲ خانوار کاهش جمعیت داشته است.

## اقتصاد و شغل اهالی
این روستا محلی مناسب برای دامپروری، زنبورداری وکشاورزی دیم بوده و به همین جهت اکثر ساکنان آن به دامپروری و کشاورزی دیم مشغول و از این طریق امرار معاش و کسب درآمد می‌نمایند. باغداری و کاشت درختان گردو، آلوچه، سیب و گیلاس نیز به‌طور محدود انجام می‌شود.
|  |  |  |

## جاذبه‌های گردشگری
روستای خان‌کندی به دلیل واقع شدن در دامنه کوه قبله داشی دارای مراتع سرسبز پوشیده از انواع رستنی‌ها، گیاهان دارویی، گلهای رنگارنگ، برکه هاو چشمه‌های آب سرد خودجوش مسکن اعصاب و روان و جویبارهای جاری بوده که همه ساله پذیرای میهمانان و گردشگران از اقصی نقاط کشور می‌باشد که برای گذراندن تعطیلات و استراحت به خان‌کندی سفر می‌نمایند.

گزارشگر روزنامه جام جم پس از سفر به خان کندی در مقاله‌ای نوشت: تا وقتی به خان کندی در بخش مرکزی شهرستان گرمی استان اردبیل نرفته‌اید، تا وقتی دریاچه قالغانلو را ندیده‌اید، تا وقتی کنار چشمه روستا چای نخورده‌اید و چرتی نزده‌اید، تا وقتی در مراتع سبزش پابرهنه ندویده‌اید، تا وقتی خنکی و رطوبت مه را در سحرگاهش روی پوست‌تان حس نکرده‌اید، تا وقتی از باغ‌هایش با دست‌های خودتان میوه‌ای نچیده‌اید، تا وقتی پای حرف‌های مردم روستا ننشسته‌اید و آن‌ها برایتان از گذشته‌های دور قصه نگفته‌اند مثلاً تعریف نکرده‌اند که چطور خان روستا استفاده از چشمه را برای خودش اختصاصی کرده بود و به همین خاطر به چشمه، خان بولاغی (چشمه خان) می‌گفتند، تا وقتی خودتان طعم فراغت را در روستا نچشیده‌اید، بی‌فایده است وصف خان کندی را بکنیم مگر این که واقعاً قصد کنید کوله بارتان را ببندید و به شهرستان گرمی یا مغان در اردبیل بروید و از آنجا به خان کندی تا دیده‌هایتان، جای شنیده‌ها را بگیرند و مثل ما معتقد شوید کلمات در وصف خان کندی کم می‌آیند.

همچنین باشگاه خبر نگاران جوان با انتشار گزارشی تحت عنوان "برای رسیدن به چشمه حیات به خان کندی سفر کنید" به معرفی چشمه خان بلاغی پرداخته و نوشته است که:روستای خان کندی یکی از روستاهای استان اردبیل است که در جنوب خود یک چشمه همیشه جوشان به نام خان بولاغی (چشمه حیات) را دارا است.
خبرگزاری دانا روستای خان کندی شهرستان گرمی را جزء ۱۰ مکان برتر سفر و گردشگری ایران در شهریورماه ۱۳۹۲ قرار داد.
.
پایگاه اطلاع رسانی گردشگری جاذبه ها نیز از روستای خان کندی بعنوان یکی از روستاهای کم نظیر و زیبای استان اردبیل یاد کرده است.
خبرآنلاین از معروفترین پایگاههای خبری ایران با انتشار تصویری زیبا از طبیعت خان کندی،نوشت: این بهشت زیبا «خان کندی» اردبیل خودمان است.
پایگاه خبری باشگاه خبرنگاران جوان تصاویری از طبیعت سرسبز و دیدنی در روستای خان‌کندی شهرستان گرمی منتشر نموده به کاربرانش توصیه کرده است که: از تماشای طبیعت زیبای روستای خان‌کندی در شهرستان گرمی استان اردبیل لذت ببرید.
|  |  |  |  |  |

- "اسامی چند نقطه محل گردشگری"

1. قالغانلو گلی
2. آرپا چوخوری
3. یورد
4. تولکی تپه‌سی
5. چوخور
6. قوشه دره
7. یهر یوردی
8. اوین اوستی
9. ایماش یری
10. قبله داشی
11. خان بولاغی

### خان بولاغی
خان بولاغی چشمه آبی خودجوش (آرتزین) با حداکثر دبی ۳ لیتر بر ثانیه که در جنوب روستای خان کندی شهرستان گرمی مغان و در بالادست روستا واقع شده است. دمای آب این چشمه در تابستان و زمستان همواره نزدیک صفر است و خاصیت شفابخشی برخی امراض پوستی و استخوانی را نیز دارا می‌باشد.
به گفته اهالی خان کندی آب چشمه خان بولاغی از قدیم‌الایام مورد توجه خوانین و رؤسای قبایل محلی و ایلات شاهسون بوده‌است تا آنجا که برخی از اهالی علت پیدایش روستای خان کندی را آب فراوان، گوارا و خنک چشمه خان بولاغی می‌دانند؛ و معتقدند که حتی نام روستای خان کندی و مرتعزار زیبای خان یوردی نیز بر
گرفته از نام زیبای چشمه خان بولاغی می‌باشد.

عده‌ای از اهالی روستا بر این نظرند که چون در قدیم تنها کدخدا و خان از آب این چشمه استفاده می‌نموده و مابقی اهالی ده از استفاده محروم بوده‌اند به همین جهت به آن خان بولاغی (چشمهٔ خان) لقب داده‌اند.
در سال‌های اخیر به همت اهالی و اداره جهاد کشاورزی و امور آب شهرستان گرمی مغان آب این چشمه به روستای خان کندی لوله‌کشی شده و مورد استفاده اهالی می‌باشد.

- به این مقاله گوش کنید (اطلاعات/دریافت)

|  |  |  |  |  |

### قالغانلو
قالغانلو دریاچه ای فصلی به وسعت ۵۰۰۰ مترمربع در شرق روستای خان کندی شهرستان گرمی مغان استان اردبیل می‌باشد که از ذوب شدن تدریجی برفهای کوه قبله داشی پدیده آمده و در فصل بهار وسعت آن افزایش یافته اما در فصول خشک سال به دلیل افزایش تبخیر سطحی و مصرف آب آن توسط دامها و کشاورزان از وسعت آن کاسته می‌شود. بررسی اکولوژی طبیعی قالغانلو نشان از وجود یک اکوسیستم باانواع موجودات آبزی در آن می‌باشد. همچنین این دریاچه مکان خوبی جهت پرورش انواع ماهیان سردآبی به‌شمار می‌رود.

|  |  |  |  |  |

### تولکی تپه‌سی
تپه‌ای هرمی شکل که در شمالشرق روستای خان کندی شهرستان گرمی واقع شده‌است و در اثر کشت گندم روی تپه در نتیجه فرسایش خاک طی سالیان متمادی سر آن به شکل ذوزنقه درآمده که قاعده بزرگ آن رو به شمال می‌باشد. تولکی در زبان آذری به معنی روباه است و تولکی تپه سی به معنی تپه روباه می‌باشد دربارهٔ وجه تسمیه تولکی تپه سی عده‌ای از اهالی خان کندی بر این باورند که چون این تپه به دلیل نزدیکی به ده و موقعیت ویژه آن مامن روباه بوده و بیشترین حملات روباه به خان کندی از ناحیه این تپه صورت می‌گرفته‌است به همین خاطر قدما به آن تولکی تپه سی می‌گفته‌اند.
بررسیهای صورت گرفته نشان از قدمت این تپه از دوره اشکانیان می‌باشد.

|  |

### قارچ خوراکی طبیعی
کوه‌ها و ارتفاعات مجاور خان کندی محل رویش بهترین نوع قارچ چتری یا قارچ گوشتی می‌باشد وجود این ارتفاعات سبب صعود ابرها رشد عمودی و تشدید رعدوبرق و بارندگی در فصول بهار و پاییز شده باعث رویش هاگ‌های قارچ‌ها می‌شود. پتانسیل الکتریکی فوق‌العاده زیادی که بر اثر رعد و برق برای مدت کوتاهی در خاک ایجاد می‌شود موجب تحریک قارچ از فاز رویشی به زایشی شده و قارچهایی که دوره رشد رویشی خود را گذرانده منتظر یک فرصت محیطی مناسب بوده‌اند با فراهم شدن شرایط سر از خاک بیرون می‌آورند به علاوه رعد و برق باعث تبدیل نیتروژن جو (که برای ساخت پروتئین ضروری است ولی امکان جذب آن برای اغلب جانداران وجود ندارد) به مولکول‌های قابل جذب توسط قارچ‌ها می‌شود. مجموع این شرایط محیطی مطلوب، کیفیت و مرغوبیت قارچ خوراکی طبیعی خان کندی را دوچندان می‌کند به‌طوری‌که قارچ سفید خان کندی طرفداران زیادی داشته که در دوره رویش این محصول جهت چیدن آن به کوه‌ها و ارتفاعات مجاور خان کندی صعود کرده با کوله باری از قارچ سفید برمی گردند.

|  |

### عسل خان‌کندی
به علت وجود مراتع سرسبز پوشیده از انواع گل‌های رنگارنگ، از اواسط بهار خان‌کندی پذیرای زنبورداران بوده و محل مناسبی جهت پرورش زنبور و تولید عسل می‌باشد و به همین جهت بهترین و مرغوب‌ترین نوع عسل درمنطقه و شهرستان گرمی مغان در روستای خان‌کندی تولید و تحت عنوان عسل طبیعی خان کندی در بازارهای شهر گرمی و سایر نقاط به فروش می‌رسد که از کیفیت و مرغوبیت بالایی برخوردار است.
|  |

## جغرافیای زیستی
به علت شرایط خاص طبیعی و جغرافیایی انواع مختلفی از حیات جانوری در کوه‌ها و مراتع مجاور خان‌کندی دیده می‌شود که از انواع گونه‌های زیستی در کوه‌های خان‌کندی می‌توان به انواع کبک، بلدرچین، اردک، غاز، قرقاول، کلاغ، سار، گنجشگ، کبوتروحشی، زردپره، شاهین، بالابان، عقاب، لاک‌پشت، انواع مار سمی، خرگوش، روباه، شغال، جوجه تیغی، گرگ و گراز اشاره نمود.

## جغرافیای طبیعی

### کوه‌های اطراف
از مهم‌ترین کوه‌های رشته کوه صلوات‌داغی در اطراف روستای خان‌کندی می‌توان قولی داشی (قلی تاش) با ارتفاع ۲۲۰۰ متر و قبله داشی با ارتفاع ۲۱۸۰ متر از سطح دریا را نام برد که در جنوب روستا واقع شده‌اند و نقش بسزایی درتعدیل آب و هوای منطقه ایفاء می‌کنند به‌طوری‌که با آغاز بارش در فصول سرد این کوه‌ها سفیدپوش شده و انبوهی از برف روی آن‌ها می‌نشیند که در فصول گرم از ذوب‌شدن برف این کوه‌ها معروف‌ترین رودخانه فصلی شهر گرمی بانام رودخانه تولون (تولون چای - Tulun Chay) پدید می‌آید که در سال‌های قبل از لوله‌کشی آب به شهر گرمی نقش عمده‌ای در تأمین آب این شهر برعهده داشت.
|  |  |

### پوشش گیاهی
ارتفاعات مجاور روستای خان کندی پوشیده از مراتع سرسبز با انواع گیاهان وحشی خودرو به ویژه گَوَن یونجه و شبدرکوهی است. گون گیاهی است بوته‌ای، کوتاه و بالشتکی به ارتفاع ۱۰ تا ۱۵ سانتی‌متر که در ارتفاعات و کوه‌های خان‌کندی به وفور یافت می‌شود و تراوه‌های این گیاه کتیرا نام دارد.
گون‌های روستای خان‌کندی از نوع خاردار با خارهای بلند و پراکنده و گونه دیگر از نوع گَوَن سبز با خارهای کوتاه بهم فشرده‌است که اهالی این نوع گَوَن را اصطلاحاً کیرپی گَوَنی یا گَوَن جوجه تیغی می‌نامند و هرکدام در منطقه خاص خود می‌روید و دارای ریشه بلند و طویلی بوده که در دل خاک فرومی‌رود به‌طوری‌که کندن گَوَن کاری سخت و طاقت فرساست.
از آنجائی که گَوَن قابلیت اشتعال خوبی دارد اهالی و چوپانان در زمستانها و هوای سرد با آتش زدن گَوَنها خود را گرم می‌نمایند و در قدیم‌الایام برخی از اهالی منطقه با کندن گَوَن و فروش آن امرار معاش نموده روزگار می‌گذرانیده‌اند.

|  |  |  |

### گیاهان دارویی
اغلب گیاهان روییده در ارتفاعات خان‌کندی خاصیت دارویی دارند از این گیاهان می‌توانیم به بویمه درن یا بومادرن که از تیره کاسنی هاست و برای تقویت معده و آرامش بخشیدن به اعصاب و روان از آن استفاده می‌شود و گل گاوزبان، پونه، خربزه ابوجهل)، ختمی، کاکوتی، همه کوجی، جی گیتگان، اسپند، قارغادیلی، بالدیرغان، قوزی قولاغی، کیشنیش، گنده لش، جین جلیغ، بات بات، باغایارپاغی و قانقال(قالغان) را نام ببریم.

### بالدیرغان
بالدیرغان گیاهی است با دانه‌های بسیار نازک دارای طعم تند و معطر که می‌توان از تمام بخش‌های آن در صنعت غذا و دارو استفاده کرد این گیاه بومی ایران بوده در نواحی نمناک کوهستانی آذربایجان و حاشیه‌های آن، مناطق کوهستانی جنوبی و شرق شهرستان گرمی به ویژه در ارتفاعات آرپاچوخوری روستای خان کندی گونه نادری از آن به صورت وحشی می‌روید.
|  |  |  |  |

## رودخانه‌ها
کوه‌های اطراف روستای خان‌کندی (قبله داشی و قلی تاش) سرچشمه رودخانه تولون(تولون چایی) یکی از مهم‌ترین رود خانه‌های فصلی شهرستان گرمی می‌باشد که با شیبی تند پس از طی مسیر میان روستاهای لسگه درق، عزیزلو، تولون، سلیمانلو، مشهدلو، قشلاق و روستای تنگ سرانجام به شهر گرمی می‌رسد و در آنجا برخی آن را گرمی چایی می‌نامند.
رودخانه تولون یا به زبان محلی تولون چایی با گذر از شهر گرمی شیب آن ملایم تر شده و در شمال شهرستان گرمی با رودخانه محلی دیگری تلفیق شده و در مرز جمهوری آذربایجان به رودخانه بلغارچای پیوسته و در شهر بیله سوار وارد خاک جمهوری آذربایجان می‌شود.

## همسایه‌ها
- روستای لسگه درق
- روستای عزیزلو
- روستای تولون